# Cratere Tesla
Tesla è un cratere lunare di 41,15 km situato nella parte nord-occidentale della faccia nascosta della Luna. 
E' intitolato all'inventore americano Nikola Tesla.